# Gór, Madžarska
Gór je vas na Madžarskem, ki upravno spada pod Sárvársko okrožje Železne županije.